# Antonio García
Antonio García, född 5 juni 1980 i Madrid,  är en spansk racerförare.

## Racingkarriär
García vann Open Telefonica by Nissan säsongen 2000. García körde i European Touring Car Championship och i World Touring Car Championship för BMW Team Italy-Spain 2003-2005. Han har också varit testförare för formel 1-stallet Minardi. 